# Jean-Claude Killy
Jean-Claude Killy nació el 30 de agosto de 1943 en Saint-Cloud (Francia), es un esquiador retirado que ganó tres Medallas de Oro Olímpicas (3 Medallas en total), seis Campeonatos del Mundo (6 Medallas en total), dos Generales de la Copa del Mundo (y cuatro Copas del Mundo en diferentes disciplinas) y quince victorias en la Copa del Mundo de Esquí Alpino (con un total de 21 pódiums).

## Primeros años
Killy nació en Saint-Cloud, un suburbio de París, durante la ocupación alemana de la Segunda Guerra Mundial, pero se crio en Val-d'Isère en los Alpes, donde su familia se había mudado en 1945 después de la guerra. Su padre, Robert, era un expiloto de Spitfire de la Francia Libre, y abrió una tienda de esquí en un pueblo de Saboya, y luego operaría un hotel. En 1950, su madre Madeline abandonó a la familia por otro hombre, dejando a Robert a cargo de Jean-Claude, de 7 años, su hermana mayor (France) y su hermano pequeño (Mic). Jean-Claude fue enviado a un internado en Chambéry, 130 km valle abajo, pero despreciaba estar encerrado en una clase. Su primer chamois d’or fue a los 13 años en Val d’îsere .En cambió su primera flecha de oro fue a los 12 años.

## Principios de su carrera
Killy prefirió el esquí a los estudios. Su padre le permitió abandonar los estudios a los 15 años, y un año más tarde entró a formar parte del equipo nacional juvenil francés. Como joven corredor, Killy era rápido, pero no solía completar sus carreras, y los primeros años de la década de 1960 no fueron del todo exitosos para él.
En diciembre de 1961, a los 18 años, Killy ganó su primera carrera internacional, un eslalon gigante. La prueba se celebró en Val-d'Isère, su pueblo natal. Killy había salido el 39.º, una posición que debería haber supuesto una grave desventaja.
El seleccionador francés eligió a Killy para el eslalon gigante en los Campeonatos del Mundo de 1962  en Chamonix, Francia, 50 millas (80,5 km) a la sombra del Mont Blanc. Pero Killy, ignorante de su selección, seguía intentando clasificarse para la prueba de descenso en el noreste de Italia, en Cortina d'Ampezzo. Sólo tres semanas antes de los campeonatos del mundo, esquió con su típico estilo temerario. A unos 200 yardas (182,9 m) de la meta, Killy chocó contra un tramo de hielo en una compresión y se fue al suelo, se levantó inmediatamente y cruzó la meta con un solo esquí, y con el mejor tiempo. Desgraciadamente, se rompió la otra pierna, y presenció los Campeonatos del Mundo de 1962 con muletas.
Dos años más tarde, a la edad de 20 años, Killy fue inscrito en las tres pruebas masculinas de 1964, porque su entrenador quería prepararle para 1968. Desgraciadamente, Killy sufría recurrentes episodios de disentería amebiana y hepatitis, enfermedades que había contraído en 1962 durante un verano de servicio obligatorio con el ejército francés en Argelia. Su estado de forma era definitivamente malo, y se cayó unos metros después de la salida del descenso, perdió un enlace en el eslalon, y terminó quinto en el eslalon gigante, en el que había sido el gran favorito. Sin embargo, unas semanas más tarde, dominó una carrera de eslalon gigante en Garmisch-Partenkirchen, en Baviera, puntuable para las prestigiosas pruebas Arlberg-Kandahar, las "clásicas" más antiguas de este deporte. Un año más tarde, triunfó también en otra gran competición, el eslalon de las carreras de Hahnenkamm, en Kitzbühel, que ganó tres veces seguidas hasta 1967.
Aunque la primera mitad de la década fue una relativa decepción, Killy empezó a mejorar mucho sus resultados después para convertirse en uno de los mejores corredores de esquí técnico. En agosto de 1966, el francés, apodado 'Toutoune' por algunos de sus colegas y amigos, consiguió su primera victoria en una carrera de descenso contra un grupo internacional en los Campeonatos del Mundo de 1966 en Portillo, Chile, y también se llevó el oro en la combinada. Killy alcanzó su punto álgido cuando se inició la primera temporada de la Copa del Mundo en enero de 1967, con los Olimpiadas de Invierno de 1968 en Francia a sólo un año vista.

## Biografía
Killy ganó la triple corona del esquí alpino con 3 Medallas de Oro en los Juegos Olímpicos de Grenoble 1968 (Francia) en las modalidades de Eslalon, Eslalon Gigante y Descenso. Anteriormente Killy fue un ganador de la Copa del Mundo de esquí alpino en los años 1967 y 1968.
También protagonizó una película en 1972 llamada Snow Job en la que tenía un papel de profesor de esquí. Las estaciones de esquí de Val d'Isère y Tignes fueron renombradas como l'Espace Killy en su honor.
Desde 1977 hasta 1994 fue un miembro del comité ejecutivo de esquí alpino de la Federación Internacional de Esquí.
Jean-Claude Killy tuvo también una corta carrera como piloto de carreras entre 1967 y 1970 participando en el Rally París-Dakar. Killy sirvió como presidente de la sociedad del Tour de Francia entre 1992 y 2001, y también fue copresidente de los Juegos Olímpicos de Albertville 1992. Desde 1995 es miembro del Comité Olímpico Internacional.
En el año 2000 le fue otorgada la Legión de Honor, la condecoración más importante en Francia.

### Polémica en el eslalon de Chamrousse
El 17 de febrero de 1968, durante la prueba de eslalon de los Olimpiadas de Grenoble, Jean-Claude Killy ganó la medalla de oro en extrañas circunstancias. Primero quedó en 3ª posición, luego durante la tarde, tras ver las grabaciones y la votación del jurado, sus dos competidores -el noruego Håkon Mjøen y el austriaco Karl Schranz - fueron descalificados por saltarse dos puertas cada uno.
Karl Schranz llegó tarde al final de la pista. De hecho, se había detenido en mitad de su carrera, que, según dijo, se había visto obstaculizada por un hombre que había cruzado la pista delante de él. Se le concedió el derecho a apelar de forma "provisional", dejando al jurado la libertad de juzgar el fondo de su reclamación en una fecha posterior.
A primera hora de la tarde, el noruego Mjøen fue descalificado por saltarse dos puertas. Una hora más tarde le tocó el turno a Schranz por las mismas razones. Inmediatamente presentó un recurso. No fue hasta el final del día cuando el jurado tomó su decisión. Karl Schranz se había saltado dos puertas antes de ser obstaculizado en su primera carrera, por lo que fue descalificado. La delegación austriaca se indignó, mientras que otras, sobre todo la francesa, afirmaron que había imaginado su historia para obtener una apelación tras darse cuenta de que se había saltado una puerta.
A día de hoy, este asunto sigue siendo una de las mayores polémicas de la historia de los Juegos Olímpicos modernos.

## Resultados

### Juegos Olímpicos de Invierno
- 1964 en Innsbruck, Austria
  - Eslalon Gigante: 5.º
- 1968 en Grenoble, Francia
  - Descenso: 1.º
  - Eslalon Gigante: 1.º
  - Eslalon: 1.º

### Campeonatos Mundiales
- 1966 en Portillo, Chile
  - Descenso: 1.º
  - Combinada: 1.º
  - Eslalon Gigante: 5.º
- 1968 en Grenoble, Francia
  - Descenso: 1.º
  - Eslalon Gigante: 1.º
  - Eslalon: 1.º
  - Combinada: 1.º

### Copa del Mundo

#### Clasificación general Copa del Mundo
- 1966-1967: 1.º
- 1967-1968: 1.º

#### Clasificación por disciplinas (Top-10)
- 1966-1967:
  - Descenso: 1.º
  - Eslalon Gigante: 1.º
  - Eslalon: 1.º
- 1967-1968:
  - Eslalon Gigante: 1.º
  - Descenso: 2.º
  - Eslalon: 2.º

#### Victorias en la Copa del Mundo (15)

##### Descenso (5)
| Fecha               | Lugar     |
| ------------------- | --------- |
| 14 de enero de 1967 | Wengen    |
| 24 de enero de 1967 | Kitzbühel |
| 27 de enero de 1967 | Megeve    |
| 3 de marzo de 1967  | Sestriere |
| 10 de marzo de 1967 | Franconia |

##### Eslalon Gigante (6)
| Fecha               | Lugar        |
| ------------------- | ------------ |
| 9 de enero de 1967  | Adelboden    |
| 12 de marzo de 1967 | Franconia    |
| 19 de marzo de 1967 | Aspen        |
| 25 de marzo de 1967 | Jackson Hole |
| 8 de enero de 1968  | Adelboden    |
| 10 de marzo de 1968 | Meribel      |

##### Eslalon (4)
| Fecha               | Lugar     |
| ------------------- | --------- |
| 15 de enero de 1967 | Wengen    |
| 22 de enero de 1967 | Kitzbühel |
| 11 de marzo de 1967 | Franconia |
| 29 de marzo de 1968 | Rossland  |

## Carrera postolímpica
El éxito de Killy en Grenoble no pudo llegar en un momento más oportuno para él: los Juegos Olímpicos de Invierno de 1968 fueron los primeros en ser ampliamente televisados, en color, por la American Broadcasting Company. Su éxito arrollador, combinado con su estilo y aspecto galos, le convirtieron de la noche a la mañana en una celebridad en Estados Unidos, especialmente entre las mujeres jóvenes. En mayo de 1968, Killy fichó por International Management Group, la empresa de gestión deportiva dirigida por Mark McCormack. Después de competir con Dynamic VR17 y Rossignol durante la parte de su carrera en la que fue dominante, Killy firmó un acuerdo con Head Ski en el otoño de 1968 para promocionar un esquí de metal y fibra de vidrio que llevaba su nombre, el Killy 800. Head, que fue adquirida por AMF al año siguiente, fabricó una línea de esquís Killy durante al menos dos años.
En abril de 1969, fue galardonado con el Helms World Trophy.
En anuncios de televisión, Killy promocionó la tarjeta American Express. También se convirtió en portavoz de Schwinn bicicletas, United Airlines y Chevrolet automóviles; este último, un papel detallado por el periodista Hunter S. Thompson en su artículo de 1970 "Las tentaciones de Jean-Claude Killy" para Scanlan's Monthly.
Killy interpretó a un instructor de esquí en la película policíaca de 1972 Snow Job, estrenada en el Reino Unido como The Ski Raiders, y en la televisión estadounidense como The Great Ski Caper. Los niños estadounidenses de principios de los 70 conocían a Killy por un anuncio de televisión en el que se presenta, su marcado acento convierte su nombre en Gatito de chocolate.  Killy se interpretó a sí mismo en la película de 1983 Copper Mountain: A Club Med Experience, protagonizada por Jim Carrey y Alan Thicke, ambientada en Copper Mountain, Colorado. Killy también protagoniza la notable película para televisión Peggy Fleming at Sun Valley (1971), en la que realiza algunos notables trucos de esquí junto a la tres veces campeona del mundo de patinaje sobre hielo Peggy Fleming.
Jean-Claude Killy también tuvo una corta carrera como piloto de carreras de coches entre 1967 y 1970, participando en varias carreras de coches, incluida la de Monza. Killy se inscribió en las 24 Horas de Le Mans en 1969, asociado con Bob Wollek, otro antiguo esquiador reconvertido en piloto de carreras. El coche de Killy y Wollek lideró su categoría durante un tiempo antes de abandonar la carrera a sólo cuatro horas del final. En equipo con su compatriota Bernard Cahier, Killy fue séptimo en la Targa Florio de 1967 con un Porsche 911 S y primero en la clasificación GT. S y primero en la clasificación GT.
En noviembre de 1972, Killy abandonó las carreras de esquí a la edad de 29 años para competir en el circuito profesional de EE. UU. durante dos temporadas. Tras un animado desafío del dos veces campeón defensor Spider Sabich, Killy ganó el título de la temporada de 1973, llevándose 28 625 dólares en ganancias de la carrera y una bonificación de 40 000 dólares por el campeonato.
Se perdió la temporada siguiente, ganada por Hugo Nindl, debido a una dolencia estomacal recurrente, pero regresó en otoño de 1974. Las lesiones le frenaron y acabó muy lejos de la clasificación de 1975, ganada por Hank Kashiwa.